# 도요사카촌 (야마가타현)
도요사카촌(豊栄村)은 야마가타현 히가시무라야마군에 설치되었던 촌이다. 현재의 덴도시 남부에 해당한다.
- 1955년 1월 1일  다카다마촌, 호시누노촌이 합병해 성립하였다.
- 1962년 6월 20일 - 덴도시에 편입해 동년 도요사카촌은 폐지되었다.

## 교통

### 철도
- 일본국유철도
  - 오우 본선(야마가타 선)

### 도로
- 국도 13호선